# Chedivè
Chedivè (meno comunemente kedivè, regolarmente usato in campo specialistico khedivè, utile a traslitterare adeguatamente la consonante fricativa Kha, differente dal suono della k), è un sostantivo di origine persiana, ﺧﺪﻳﻮ, traslitterato khidīw o khadīw ("signore, principe, sovrano"), tradotto spesso come "viceré".

## Storia
Fu il titolo riconosciuto nel 1867 dal sultano ottomano Abdul Aziz al governatore dell'Egitto Ismāʿīl Pāscià, nipote di Mehmet Ali (che se l'era de facto assegnato già nel 1805).

Il titolo in arabo diventò khudaywī o khidīw e fu ereditato dai suoi discendenti fino al 1914.
Nel 1879 Ismāʿīl fu deposto e il titolo di chedivè passò a suo figlio Tawfīq Pascià. Dal 1882 l'Egitto fu sotto l'occupazione militare britannica, ma il chedivè restò sul suo trono e il paese rimase almeno nominalmente sotto la sovranità ottomana.
Allo scoppio della prima guerra mondiale nel 1914, l'Egitto ufficialmente era ancora parte dell'Impero ottomano e governato da un chedivè. A causa dell'alleanza degli Ottomani con la Germania, i britannici deposero ʿAbbās Ḥilmī (ʿAbbās II), trasformarono l'Egitto in un protettorato, e il titolo di chedivè fu soppresso. I successivi sovrani dell'Egitto portarono da quel momento il titolo di sultano, e dal 1922, quello di re dell'Egitto.

## Elenco dei Chedivè
- Mehmet Alì Pascià, 1805-1849, de facto
- Ibrāhīm Pascià, 1848
- ʿAbbās Pascià, 1848-54
- Saʿīd Pascià, 1854-1863
- Ismāʿīl Pascià, 1863-1879, titolo ufficiale dal 1867
- Tawfīq, 1879
- ʿOrābī Pascià, 1879-1882, ribelle
- ʿAbbās II Ḥilmī, 1892-1914
- Husayn Kāmil, 1914-1917, protettorato inglese
- Fuʾād I, 1917-1936, dal 1922 re d'Egitto